# Узедом, Карл Георг Людвиг Гвидо фон
Граф Карл Георг Людвиг Гвидо фон Узедом (нем. Karl Georg Ludwig Guido von Usedom; 17 июля 1805 или 17 декабря 1805, Хехинген — 22 января 1884, Сан-Ремо, Лигурия) — прусский дипломат.

## Биография
В 1834 году послал из Мюнхена в Берлин отчёт о решении тирольского ландтага, которым в 1837 году протестантские жители Циллерталя были поставлены в безвыходное состояние: эта корреспонденция привела к переселению циллертальцев в Силезию. С 1835 года служил секретарём прусского посольства в Риме.
Когда в Кёльне начался церковный спор, фон Узедом был отозван в Берлин в качестве советника-докладчика. В 1845 году он был послан в Рим чрезвычайным послом при Святом Престоле. В 1800 году участвовал в заключении мира с Данией; позже был послом в Риме, Лондоне и при итальянском дворе; на последнем посту 8 апреля 1866 года заключил с Италией наступательно-оборонительный союз. Внёс значительный вклад в союз между Пруссией и Италией против Австрии по итогам Австро-прусско-итальянской войны. 
С 1849 по 1852 год был членом Первой палаты прусского государственного парламента. 
В 1862 году возведен в графское достоинство. 
В 1872–1879 годах был генеральным директором королевских музеев.